# 张掖山西会馆
38°55′50″N 100°27′22″E / 38.93056°N 100.45611°E
张掖山西会馆，位于中国甘肃省张掖市甘州区小南街，是清代旅居张掖的山西商人所建的会馆，2006年被列为第六批全国重点文物保护单位。现由毗邻的大佛寺管理。
张掖山西会馆始建于清雍正八年，现有大门（倒座戏台）、看台、木牌楼、大殿等建筑。

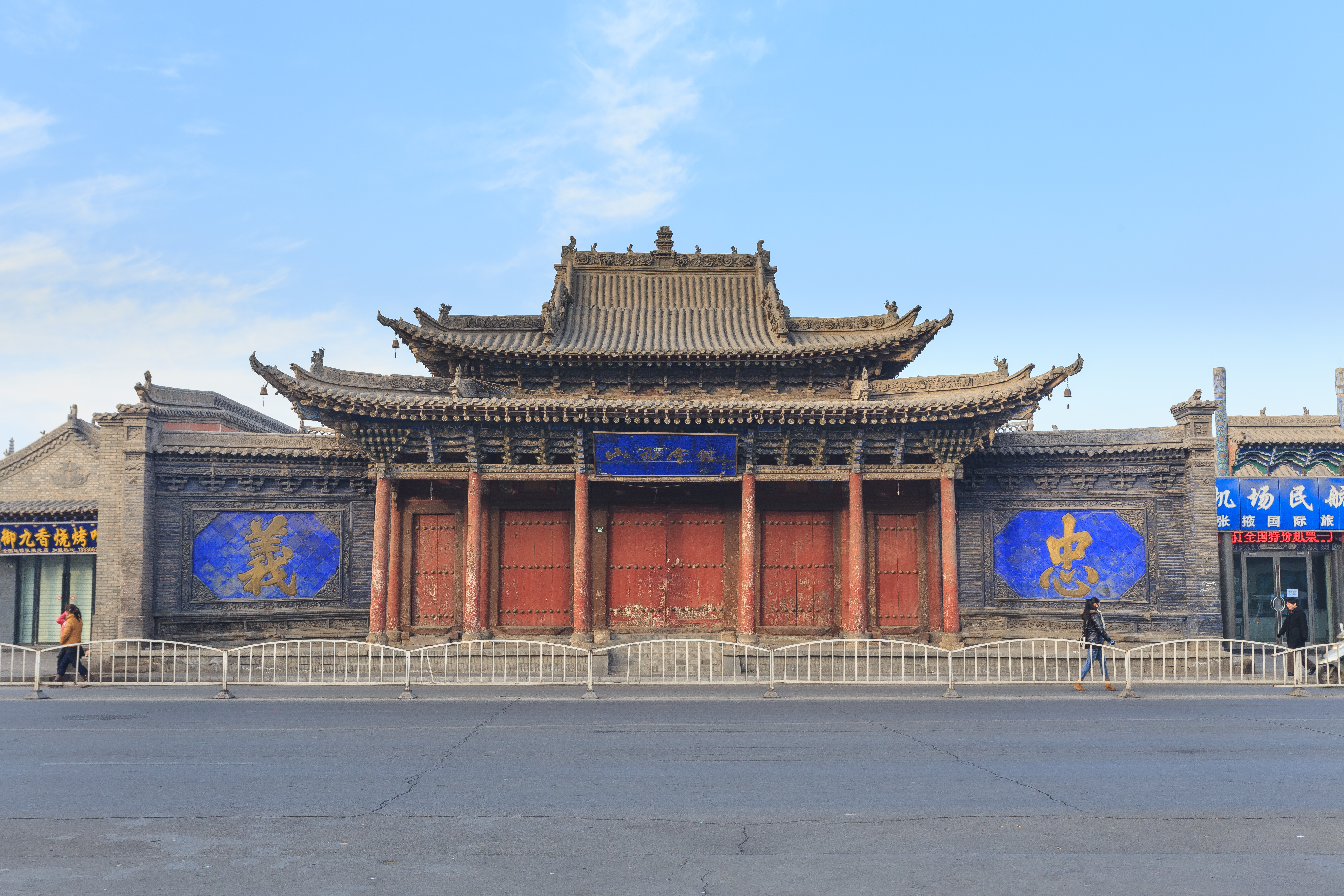
大门